# Dries Verhoeven
Dries Verhoeven (Oosterhout, 26 februari 1976) is Nederlands theatermaker en beeldend kunstenaar. 

## Loopbaan
Dries Verhoeven maakt installaties en performances op locatie en in de openbare ruimte. Vaak wordt de toeschouwer betrokken bij het werk of krijgt hij de mogelijkheid om zijn eigen ervaring te sturen. Met zijn werk wil Verhoeven bezoekers en toevallige passanten "medeplichtig maken" door hen "vanuit een ander perspectief naar hun eigen leefwereld te laten kijken". Voor de voorstelling U bevindt zich hier (2008) ontving hij de Montblanc Young Directors Award en de VSCD-Mimeprijs. In 2018 ontving Guilty Landscapes een prijs voor Best International Performance op het Fadjr International Theater Festival in Teheran. 
In 2020 werd Dries Verhoeven benoemd tot lid van de Akademie van Kunsten.

## Werk
In de afgelopen jaren verschoof het werk van Verhoeven van theater richting de beeldende kunst. In Ceci n’est pas… (2013) - een mensententoonstelling in een glazen vitrine in de openbare ruimte - stelt Verhoeven "buitengewone mensen" tentoon waarmee hij voorbijgangers wil confronteren met maatschappelijke taboes.
Met de voorstelling De Uitvaart (2014) draagt Verhoeven verdwenen maatschappelijke onderdelen ten grave, zoals "onze postkoloniale schuldgevoelens", "het enfant terrible" en "het draagvlak voor de kunsten". Het project veroorzaakte veel ophef onder katholieke gelovigen in Utrecht.
Homo Desperatus (2014) was Verhoevens eerste museale presentatie. Verhoeven stelde zeventigduizend mieren tentoon in schaalmodellen van mondiale rampplekken en catastrofes, zoals de instorting van het Rana Plaza in Bangladesh en de aanslag in het winkelcentrum Westgate in de Keniaanse hoofdstad Nairobi.
In Wanna play? (2014) probeert Verhoeven via seksdating-apps als Grindr in contact te komen met homoseksuele mannen uit de buurt. In chatgesprekken nodigde hij hen uit hem te komen bevredigen in zijn niet-seksuele behoeften. Met het project wilde Verhoeven de invloed van dating-apps op ons dagelijkse leven onderzoeken. Wanna play? was te zien in Berlijn (2014) en Utrecht (2015).
Met de video-installatie Guilty Landscapes (2016) confronteert Verhoeven de museumbezoeker met ongemakkelijke nieuwsbeelden. Zogenaamde 'slachtoffers' van misère en rampspoed kijken de bezoeker recht in de ogen. Verhoeven vraagt met dit werk of een persoonlijke verbinding tussen kijker en de bekekene mogelijk is. In Phobiarama (2017), een theatraal spookhuis op een plein in de stad, bevraagt Verhoeven de aanwezigheid van angstretoriek in het politieke domein.

## Overzicht
2018
- Sic transit gloria mundi

2017
- Phobiarama

2016
- Guilty Landscapes
- Songs for Thomas Piketty

2015 - 2012
- Wanna Play?
- Homo Desperatus
- De Uitvaart
- Ceci n'est pas...
- Fare Thee Well!
- God zegene de greep

2011 - 2002
- Donkere kamer
- Life Streaming
- Lege Handen
- Niemandsland
- U bevindt zich hier
- De Grote beweging
- Sporenonderzoek
- Uw koninkrijk kome
- Hartstocht, ism. Roos van Geffen

## Publicaties
'Alleen twijfel kan ons redden', artikel (2017).
'Scratching where it hurts', works 2012 - 2015, boek (2016).
'Tegen de ziekte van het vriendelijk comfort', artikel (2015).
'80 cm away from you', voorstellingen/performances 2002 - 2009, boek (2009).
'Keinen applaus bitte. Theater als kollektive Erfahrung', artikel in Go West, Theater in Fladern und den Niederlanden (2009).